# Siwelele Football Club
Il Siwelele Football Club è una società calcistica sudafricana, con sede nella città di Bloemfontein. Milita in Premier Division, la massima serie del campionato sudafricano.

## Storia
È stata fondata nel luglio 2025 a seguito dell’acquisizione del titolo sportivo del SuperSport United Football Club da parte di un consorzio guidato da Calvin Le John, figlio del ministro dello sport sudafricano Gayton McKenzie. Il club è stato fondato con l’obiettivo di riportare il grande calcio nella città di Bloemfontein, in assenza di una squadra di vertice dalla scomparsa del Bloemfontein Celtic. Il nome Siwelele è infatti un chiaro richiamo alla storica tifoseria del Celtic, sebbene la nuova società non ne detenga ufficialmente i diritti legali o commerciali.

## Colori e simboli

### Colori
I colori sociali del Siwelele FC sono il verde e il bianco, un chiaro omaggio al Bloemfontein Celtic, storico club della città. Il verde, dominante nelle divise da gara e nei materiali ufficiali, simboleggia la rinascita del calcio nella regione, mentre il bianco richiama i valori di purezza, speranza e continuità sportiva.

### Simboli
Il logo del club, presentato nel luglio 2025, è uno scudo circolare che incorpora il nome Siwelele ed elementi stilizzati legati alla cultura locale, come tamburi e danze, simboli che rimandano alla tifoseria.

## Strutture

### Stadio
La società ha stabilito come sede temporanea per le gare casalinghe della stagione 2025-2026 il Lucas Moripe Stadium di Pretoria.

## Società

### Sponsor
Di seguito la cronologia di fornitori tecnici del Siwelele.
- 2025- Macron

## Allenatori e presidenti
Di seguito la cronologia degli allenatori e dei presidenti.
| Allenatori - 2025-2026 Lehlohonolo Seema |

| Presidenti - 2025- Calvin Le John |

## Organico

### Rosa 2025–2026
Rosa aggiornata al 10 agosto 2025.
| N. |                      | Ruolo | Calciatore        |
| -- | -------------------- | ----- | ----------------- |
|    | Sudafrica (bandiera) | P     | Ricardo Goss      |
|    | Sudafrica (bandiera) | P     | Thakasani Mbanjwa |
|    | Sudafrica (bandiera) | P     | Samukelo Xulu     |
|    | Sudafrica (bandiera) | D     | Pogiso Sanoka     |
|    | Sudafrica (bandiera) | D     | Bilal Baloyi      |
|    | Lesotho (bandiera)   | D     | Thabo Makhele     |
|    | Sudafrica (bandiera) | D     | Buhle Mkhwanazi   |
|    | Sudafrica (bandiera) | D     | Neo Rapoo         |
|    | Sudafrica (bandiera) | D     | Lyle Lakay        |
|    | Sudafrica (bandiera) | D     | Aphiwe Baliti     |
|    | Sudafrica (bandiera) | D     | Siyabonga Ndebele |
|    | Sudafrica (bandiera) | D     | Nyiko Mobbie      |

| N. |                         | Ruolo | Calciatore           |
| -- | ----------------------- | ----- | -------------------- |
|    | Sudafrica (bandiera)    | C     | Grant Margeman       |
|    | Sudafrica (bandiera)    | C     | Gape Moralo          |
|    | Sudafrica (bandiera)    | C     | Relebogile Mokhuoane |
|    | Sudafrica (bandiera)    | C     | Siphelele Luthuli    |
|    | Sudafrica (bandiera)    | C     | Keanin Ayer          |
|    | Sudafrica (bandiera)    | C     | Yandisa Mfolozi      |
|    | Zambia (bandiera)       | A     | Ghampani Lungu       |
|    | RD del Congo (bandiera) | A     | Christian Saile      |
|    | Sudafrica (bandiera)    | A     | Maliele Vincent Pule |
|    | Ghana (bandiera)        | A     | Enoch Quaicoe        |
|    | Sudafrica (bandiera)    | A     | Wayde Lekay          |
|    | Serbia (bandiera)       | A     | Samir Nurković       |
|    | Sudafrica (bandiera)    | A     | Thabang Mahlangu     |
|    | Sudafrica (bandiera)    | A     | Siviwe Magidigidi    |
|    | Sudafrica (bandiera)    | A     | Oratilwe Moloisane   |